# IC 1159
IC 1159 ist eine Galaxie vom Hubble-Typ S im Sternbild Serpens. Sie ist schätzungsweise 465 Millionen Lichtjahre von der Milchstraße entfernt.
Das Objekt wurde am 6. August 1891 von Stéphane Javelle entdeckt.